# Psel
Psel eller Psiol (ukrainska: Псeл, Psel, Псьол, Psol, eller Псло, Pslo; ryska: Псёл, Psiol) är en vänsterbiflod till Dnepr. Den rinner upp på gränsen mellan Belgorod och Kursk oblast i Ryssland och rinner sedan genom Sumy och Poltava oblast i Ukraina till mynningen i Kamjanskereservoaren i Dnepr strax söder om Krementjuk. Den passerar bland annat orterna Obojan (Обоянь), Sumy och Hadjatj. Den har en längd på cirka 717 kilometer och avbördar cirka 22 800 km².

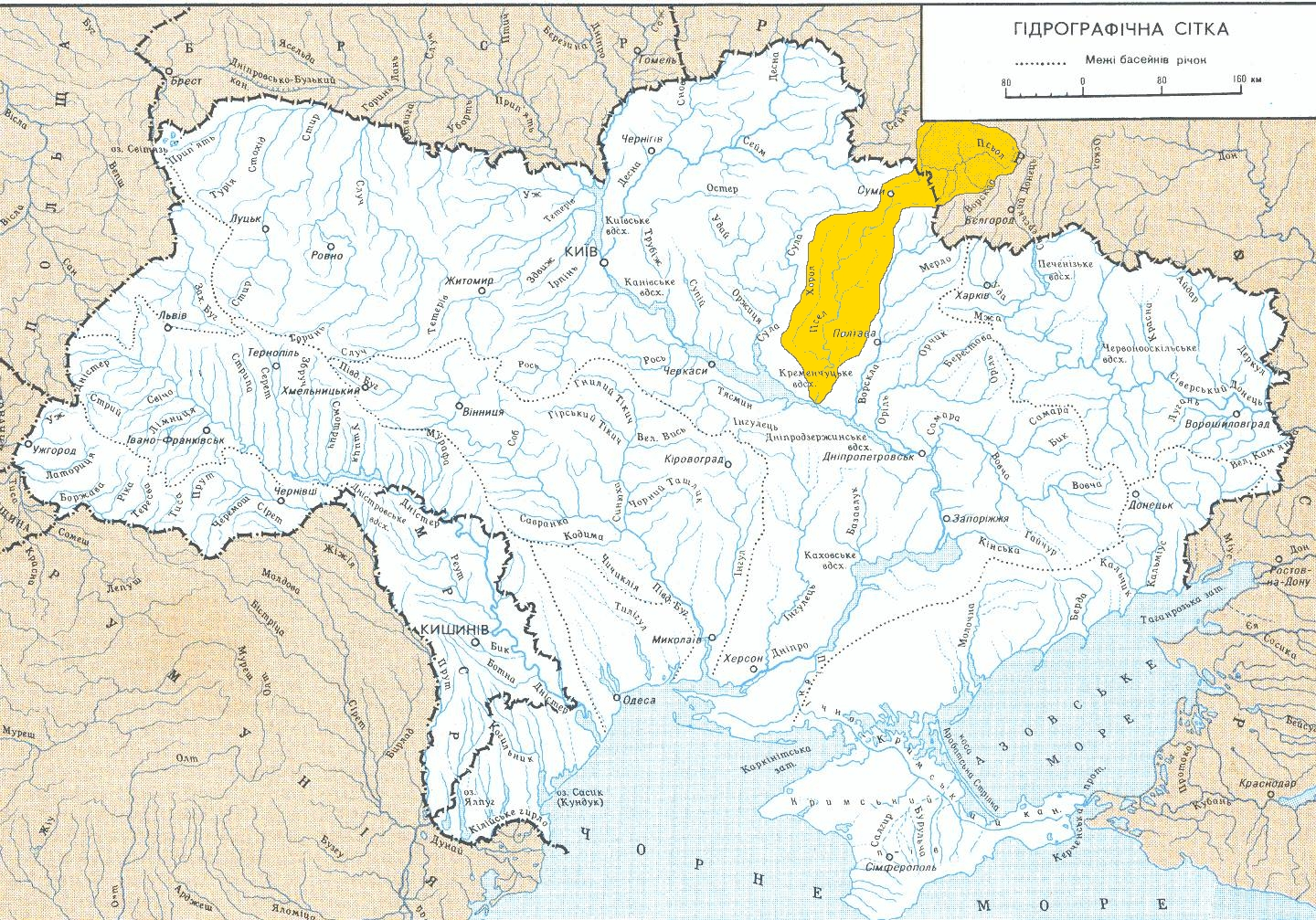
Psels avrinningsområde (gult) på en äldre karta.